# 비에른 보리
비에른 루네 보리(스웨덴어: Björn Rune Borg, 발음: [bjœ:ɳ bɔrj] (도움말·정보), 1956년 6월 6일~)는 전 세계 랭킹 1위였던 스웨덴의 프로 테니스 선수이다. 그는 1970년대에서 80년대 초까지 주로 활동하면서 윔블던 5년 연속 우승 등 화려한 성적을 남겼으며, 이 때문에 오늘날 테니스 역사상 가장 위대한 선수 중 한 명으로 널리 인정받고 있다. 그는 1974년부터 1981년까지 11개의 그랜드 슬램 타이틀을 획득했다.(윔블던 5회, 프랑스 오픈 6회)

## 생애

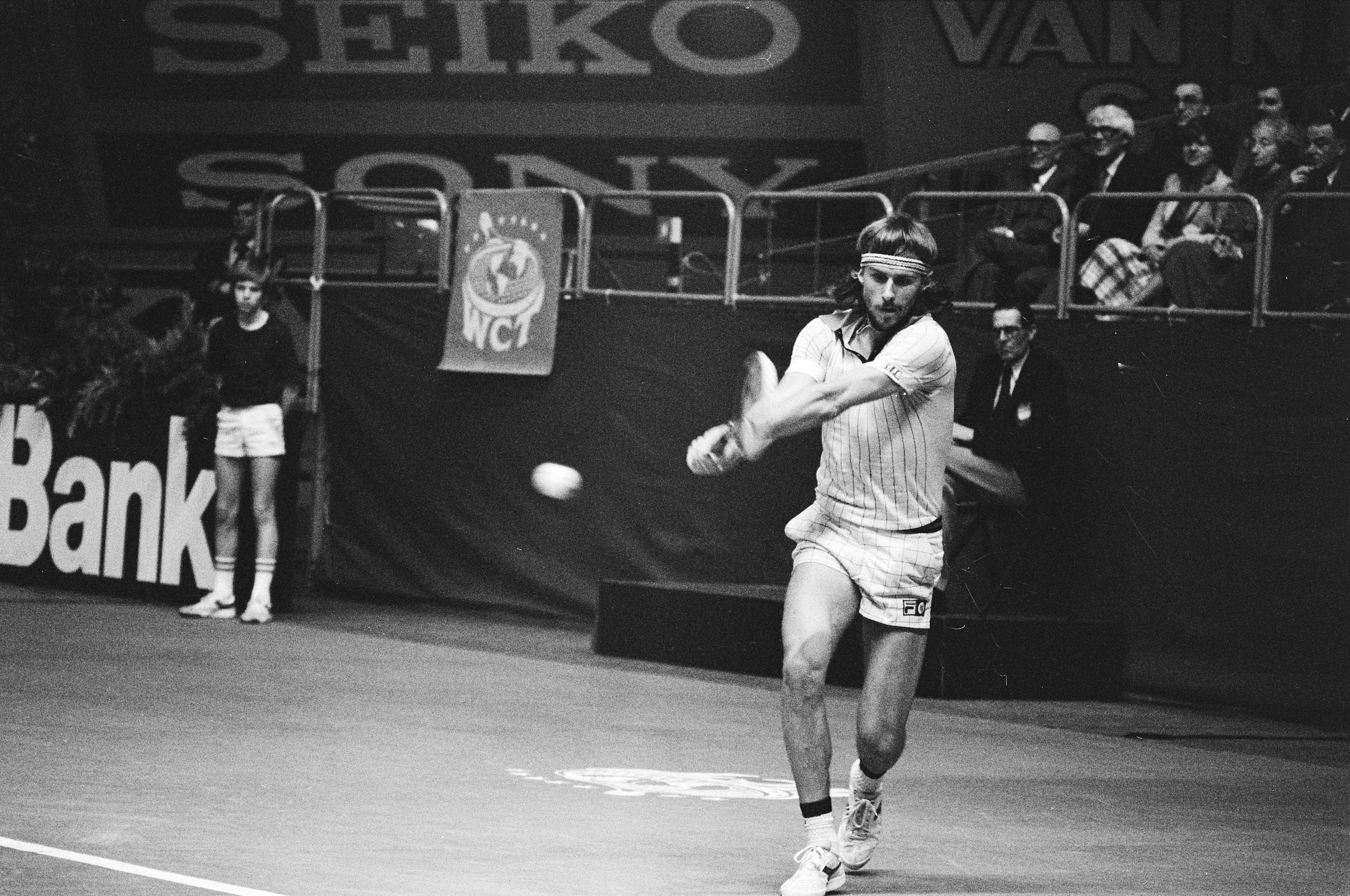
1979년 ABN 테니스 대회에서 경기 중인 모습

비에른 보리는 스웨덴 남동부의 쇠데르텔리에에서 태어났다. 그는 18세 생일이 되기 전에 이탈리아 챔피언십(the Italian Championship)에서 우승했으며, 2주 후에는 프랑스 오픈의 최연소 우승자가 되었다.(이 기록은 1982년 같은 스웨덴 선수였던 매츠 빌랜더가 17세로 우승하면서 깨졌으며, 이후 마이클 창이 1989년 역시 17세의 나이로 우승하면서 다시 한 번 갱신되었다.) 18개월 후, 18살의 보리는 데이비스 컵 단식 19연승 기록을 세우면서 1975년 스웨덴의 데이비스 컵 최초 우승을 이끌어내는 데에 공헌하였다. 스웨덴은 당시 결승에서 체코슬로바키아를 3-2로 눌렀다. 그의 데이비스 컵 단식 33연승 기록은 현재까지도 깨지지 않고 남아있다.
9년 간의 선수 생활동안 그는 그랜드 슬램 단식에 27회 출전하여 11회 우승(41%)하였으며, 89.8%의 매우 높은 그랜드 슬램 단식 경기 승률을 기록했다. 이 두 기록은 모두 오픈 시대 이래 최고 기록이다. 그는 윔블던에서 5년 연속으로 우승을 차지한 최초의 선수가 되었다. 그의 1980년 윔블던에서 존 매켄로와의 결승경기는 세계 최고의 명경기로 꼽히고 있다. 그의 프랑스 오픈 6회 우승은 이 대회 최다 우승 기록(남자)이었으나 2012년 라파엘 나달이 7회 우승을 달성함으로써 기록을 넘겨주게 되었다.
보리는 오픈 시대 이래로 두 번 이상 같은 해에 프랑스 오픈과 윔블던에서 모두 우승한 유일한 선수이다. 그는 3년 연속 두 대회에서 모두 우승했다. 한편 2008년 라파엘 나달이 프랑스 오픈과 윔블던에서 우승하면서 보리 이후로 같은 해에 두 대회에서 모두 우승한 첫 선수가 되었다.

## 참고 문헌
- (영어) Borg, Björn (1975). 《비에른 보리 이야기(The Björn Borg Story)》. Chicago: H. Regnery Co. ISBN 0-8092-8184-8.
- (영어) Borg, Björn; Eugene L. Scott (1980). 《나의 삶, 나의 경기(My Life and Game)》. 뉴욕: Simon and Schuster. ISBN 0283986638.
- (영어) John Barrett, 편집자, 세계 테니스 연보(World of Tennis Yearbooks), 런던, from 1976년부터 1983년까지.
- (영어) 미셸 쉬테르(Michel Sutter), 역대 우승자 1946-2003(Vainqueurs Winners 1946-2003), 파리, 2003. 쉬테르는 그의 자체적 기준에 부합하는 1946년부터 1991년 가을까지의 모든 대회의 기록을 종합하였다. 각 대회별로 개최 도시, 결승전 일시, 우승자, 준우승자 및 결승전 스코어를 기록하였다. 대회의 포함 기준은 다음과 같았다. (1) 최소 8명 이상의 드로를 가진 대회여야 한다.(1970년대 후반의 펩시 그랜드 슬램 대회 등은 예외) (2) 대회의 레벨은 적어도 오늘날의 챌린저 대회 수준 이상이어야 한다. 비록 오픈 시대 이전의 일부 대회가 누락되기는 하였으나, 쉬테르의 책은 제2차 세계대전 이래 프로 테니스 대회와 관련된 정보의 가장 뛰어난 집대성이라 할만 하다. 이후 쉬테르는 선수 및 선수의 우승 대회, 우승 연도만을 모아 2002년 4월 27일에 2판을 냈다.

## 비디오
- (영어) 윔블던 컬렉션 – 윔블던의 전설 – 비욘 보리 (The Wimbledon Collection - The Legend of Wimbledon - Bjorn Borg) Standing Room Only, DVD Release Date: 21 September 2004, Run Time: 52 minutes, ASIN: B0002HODA4.
- (영어) 윔블던 컬렉션 - 고전 경기 - 1981년 결승전 보리 대 메켄로 (The Wimbledon Collection – The Classic Match – Borg vs. McEnroe 1981 Final) Standing Room Only, DVD Release Date: 21 September 2004, Run Time: 210 minutes, ASIN: B0002HODAE.
- (영어) 윔블던 컬렉션 - 고전 경기 - 1980년 결승전 보리 대 메켄로 (The Wimbledon Collection – The Classic Match – Borg vs. McEnroe 1980 Final) Standing Room Only, DVD Release Date: 21 September 2004, Run Time: 240 minutes; ASIN: B0002HOEK8.
- (영어) 윔블던 고전 경기: 제룰레이티스 대 보리 (Wimbledon Classic Match: Gerulaitis vs Borg) Standing Room Only, DVD Release Date: 31 October 2006, Run Time: 180 minutes, ASIN: B000ICLR8O.